# Varslingssirene
Varslingssirener er sirener, der lyder i tilfælde af krig, større ulykker, katastrofer eller terrorisme. De har til formål at advare befolkningen om, at der er opstået en farlig situation og man bør søge ly og opsøge information fra myndighederne.
Tidligere blev de kaldt for luftalarmer og skulle advare om f.eks. et luftangreb – dvs. fra flyvemaskiner.

## Danmark
De nuværende sirener i Danmark er elektroniske og afprøves hver nat uden lyd for at sikre funktionaliteten, men afprøves med lyd én gang om året, den første onsdag i maj kl. 12:00 for at sikre, at befolkningen ikke glemmer signalerne og deres betydning. Indtil 24. november 1993 var der afprøvning med lyd én gang om ugen. Det var fordi de tidligere generationer af sirener var mekaniske og derfor kun kunne afprøves med lyd. Det var hovedsageligt for at sikre, at de ikke rustede fast.[kilde mangler] Dette skete lørdag kl. 12.00 fra juni 1951 til april 1967, hvorefter afprøvningen til november 1993 skete hver onsdag klokken 12.00. Afprøvningen den første onsdag i maj sker ved, at der kl. 12.00 og 12.04 udsendes alarmsignalet "fare"/gå indendøre. Derpå udsendes afblæsningssignal kl. 12.08.
Den 1. maj 2010 var der 1.078 sirener fordelt over hele Danmark. Sirenerne opsættes i byer med over 1.000 indbyggere. Onsdag den 5. maj 2010 blev der kun udsendt to signaler ("gå indendøre og tænd for radio/tv" samt "faren forbi"), da centralcomputeren, der aktiverer sirenerne hos Østjyllands Politi i Århus, gik ned. Systemet er senere blevet kritiseret for at være for følsomt over for nedbrud, under henvisning til at dette benytter Windows (det gamle system benyttede MS-DOS). Desuden kan sirenerne i byer i den modsatte del af Danmark styres fra Beredskabets kommandocentraler, der ligger i underjordiske bunkere.
I Danmark kender de fleste [kilde mangler] i dag kun signalerne "gå indendøre"/fare og "faren forbi"/afblæsning af alarm. Der findes dog imidlertid to signaler der ikke er blevet udsendt endnu, da disse ikke bruges i fredstid. Det drejer sig om signalerne "gastæt beskyttelse" og "bedst mulig beskyttelse". Disse afprøves ikke og man kan heller ikke høre dem demonstreret på Beredskabsstyrelsens hjemmeside.

### Mobilvarsling
I april 2023 lancerede Beredskabsstyrelsen og Rigspolitiet S!RENEN, som supplement til det eksisterende varslingssystem på baggrund af et EU-direktiv. Den første alarmering skete d. 3. maj 2023 kl. 12.00 som en del af Danmarks årlige test af varslingssystemet.

## Selve signalet
Sirenernes signaler er designet af lydspecialistfirmaet DELTA med særligt fokus på psykoakustik. Her er der særligt lagt vægt på, at sirenesignalerne skal:
1. skabe opmærksomhed og ikke glemmes, samt
2. kunne høres og opfattes som en advarsel.

Signalerne er designet til at kunne høres indendøre og over meget lange afstande.
Når første signal lyder, skal man gå indendøre og søge information hos DR eller TV 2 , så man kan modtage meldinger og information fra myndighederne.
Det officielle navn på signalerne, medfølger også.
FARE: Indoor Protection Tone
AFVARSLING: All Clear